# Happy Land (film)
Pour les articles homonymes, voir Happyland.
Pour plus de détails, voir Fiche technique et Distribution.
Happy Land est un film américain réalisé par Irving Pichel et interprété par Don Ameche.  Il est fondé sur le roman éponyme de MacKinlay Kantor paru en 1943.